# JCE Movies Limited
JCE Movies Limited (chiń. trad. 成龍英皇影業有限公司) – hongkoński dystrybutor filmowy oraz firma produkcyjna z siedzibą w Wan Chai, w Hongkongu. Została założona w 2004 roku przez aktora Jackiego Chana i producenta Alberta Yeunga.

## Filmy
| Rok  | Tytuł                   |
| ---- | ----------------------- |
| 2004 | Tajemnice władzy        |
| 2004 | Nowa policyjna opowieść |
| 2004 | Hainan ji fan           |
| 2005 | Jing mo gaa ting        |
| 2005 | Mit                     |
| 2005 | Changhen ge             |
| 2006 | Niania w akcji          |
| 2008 | Yat kor ho ba ba        |
| 2009 | Incydent                |
| 2010 | Mały wielki wojownik    |
| 2011 | Xinhai geming           |

## Gry komputerowe
| Rok  | Tytuł          |
| ---- | -------------- |
| 2005 | Shenmue Online |